# Competição de ciclismo
A competição de ciclismo é um esporte em que utiliza diferentes tipos de bicicletas. Existem várias modalidades ou disciplinas da competição de ciclismo, como ciclismo em estrada, ciclismo em pista, ciclismo de montanha, bike trial, ciclocross e BMX, e dentro delas várias especialidades. A competição de ciclismo é reconhecida como um esporte olímpico. A União Ciclística Internacional (UCI) é o organismo governante mundial pelo ciclismo e eventos internacionais da competição de ciclismo.
Apesar das diferentes disciplinas do ciclismo, quando se fala em "corrida de ciclismo" normalmente se refere à disciplina de ciclismo em estrada masculina devido a ser a mais comum, a mais profissionalizada e na maioria das competições são realizadas durante todo o ano.

## História

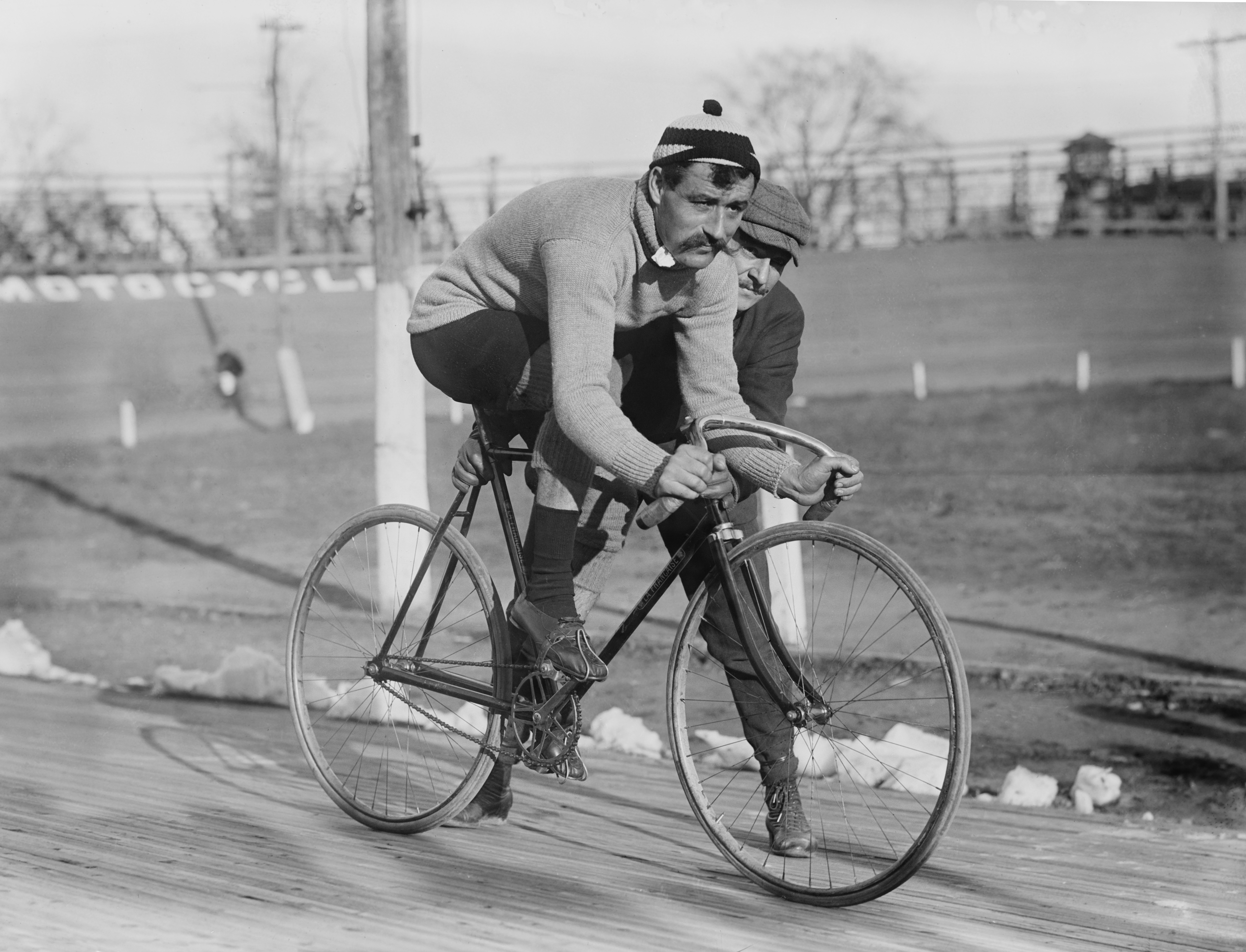
O ciclista francês Léon Georget no velódromo de ciclismo em pista, 1909.

A primeira prova de ciclismo da história registrada de modo competitivo foi disputada em 31 de maio de 1868, em um pequeno circuito de 1.200 metros no parque de Saint-Cloud, nos arredores de Paris, no qual participaram 7 ciclistas e foi vencido por expatriado britânico James Moore com uma bicicleta de madeira de engrenagem fixa e rodas de ferro.
Um ano depois, foi realizada a primeira corrida propriamente dita, especificamente em 7 de novembro de 1869, entre Paris e Ruão. Contou com a presença de uma centena de ciclistas com o objetivo de terminar ou vencer a prova consistindo em 123 km. 33 conseguiram terminar a corrida. Mais uma vez o britânico James Moore venceu a prova com um tempo de 10 horas e 45 minutos. A intenção dos organizadores foi demonstrar que a bicicleta valia como meio de transporte para longas distâncias.

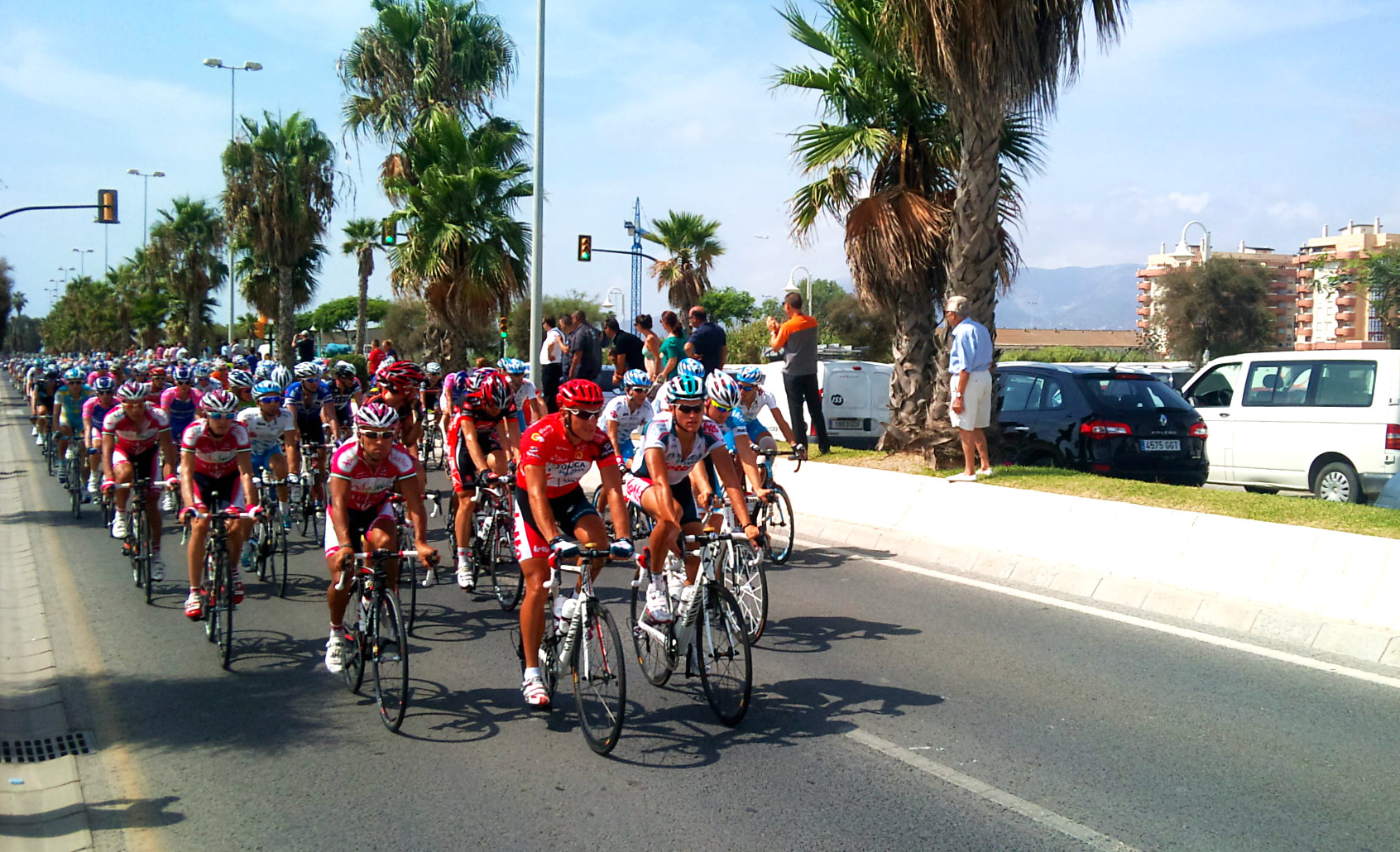
Volta a Espanha, a tradicional competição de ciclismo.

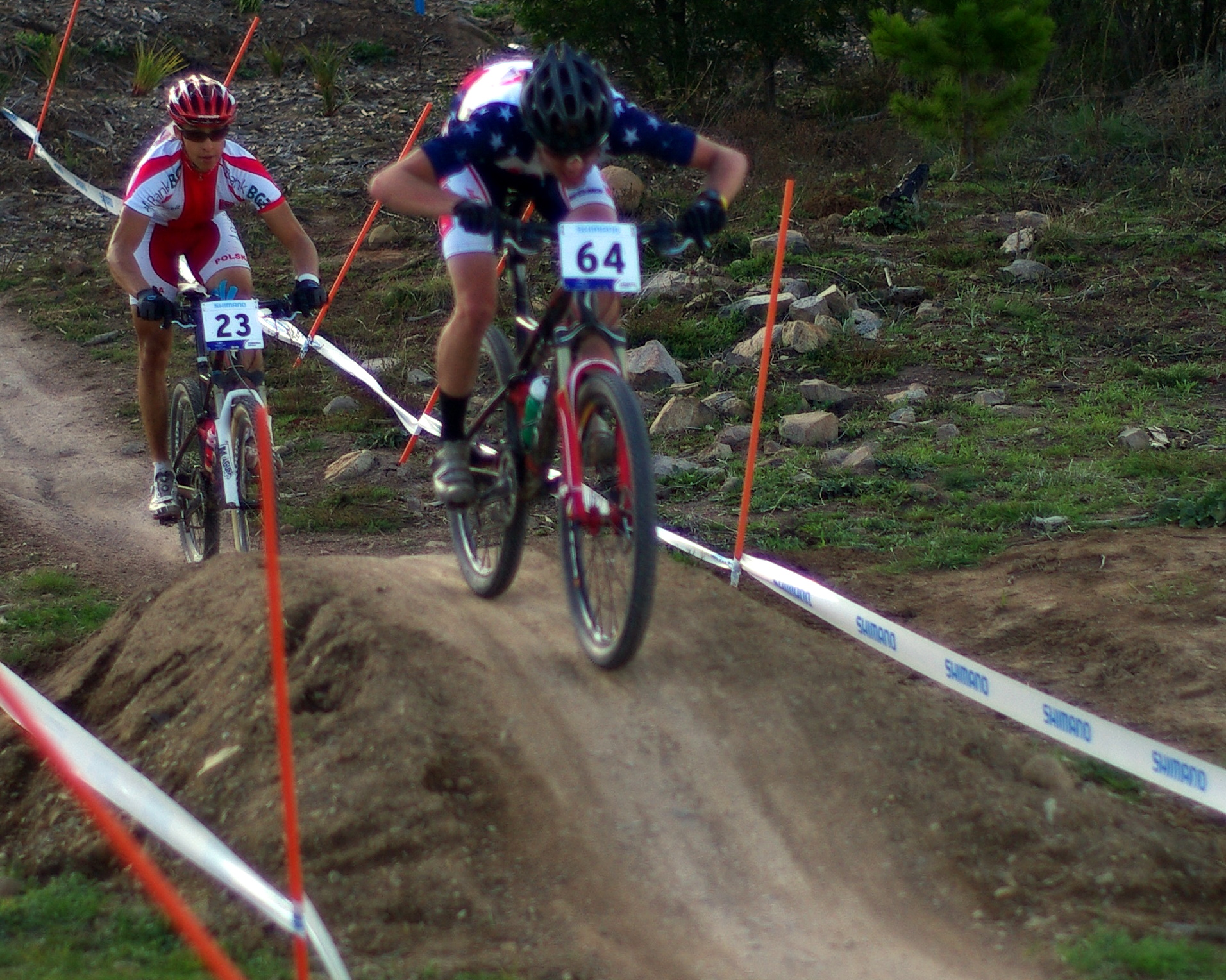
Uma competição de cross- country.

## Disciplinas
As várias disciplinas ou modalidades do esporte são:
Ciclismo nos Jogos Olímpicos:
- Ciclismo em estrada
- Ciclismo em pista
- Ciclismo de montanha
- BMX

Não olímpicos:
- Bike trial
- Ciclismo artístico
- Ciclobol
- Ciclocross (também chamado de bicicross)
- Monociclo (não faz parta da UCI)
- Reclinadas (não faz parte da UCI)

## Competições de ciclismo
Lista de algumas das principais competições profissionais de ciclismo:
- Tour de France
- Giro d'Italia
- Volta a Espanha
- Paris-Roubaix
- Volta à Flandres
- Liège-Bastogne-Liège
- Milão-Sanremo
- Giro di Lombardia
- Paris-Tours
- Amstel Gold Race
- La Flèche Wallonne
- Clasica Ciclista San Sebastian